# Anachloris subochraria
Anachloris subochraria là một loài bướm đêm thuộc họ Geometridae. Nó được tìm thấy ở New Zealand và miền nam half của Úc bao gồm Tasmania và from Queensland across tới Tây Úc.
Sải cánh dài khoảng 30 mm.
Ấu trùng ăn các loài Hibbertia.

## Hình ảnh

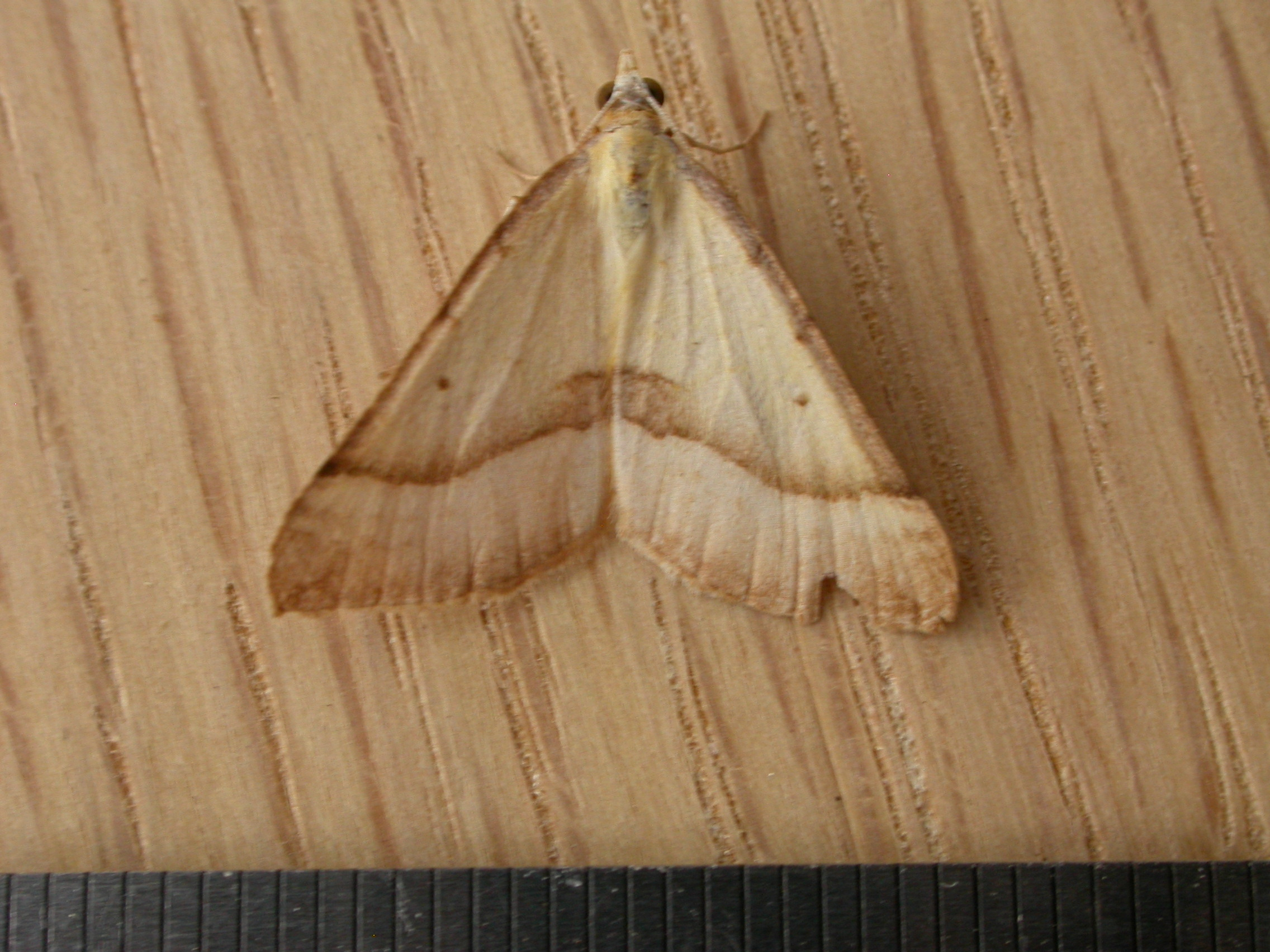
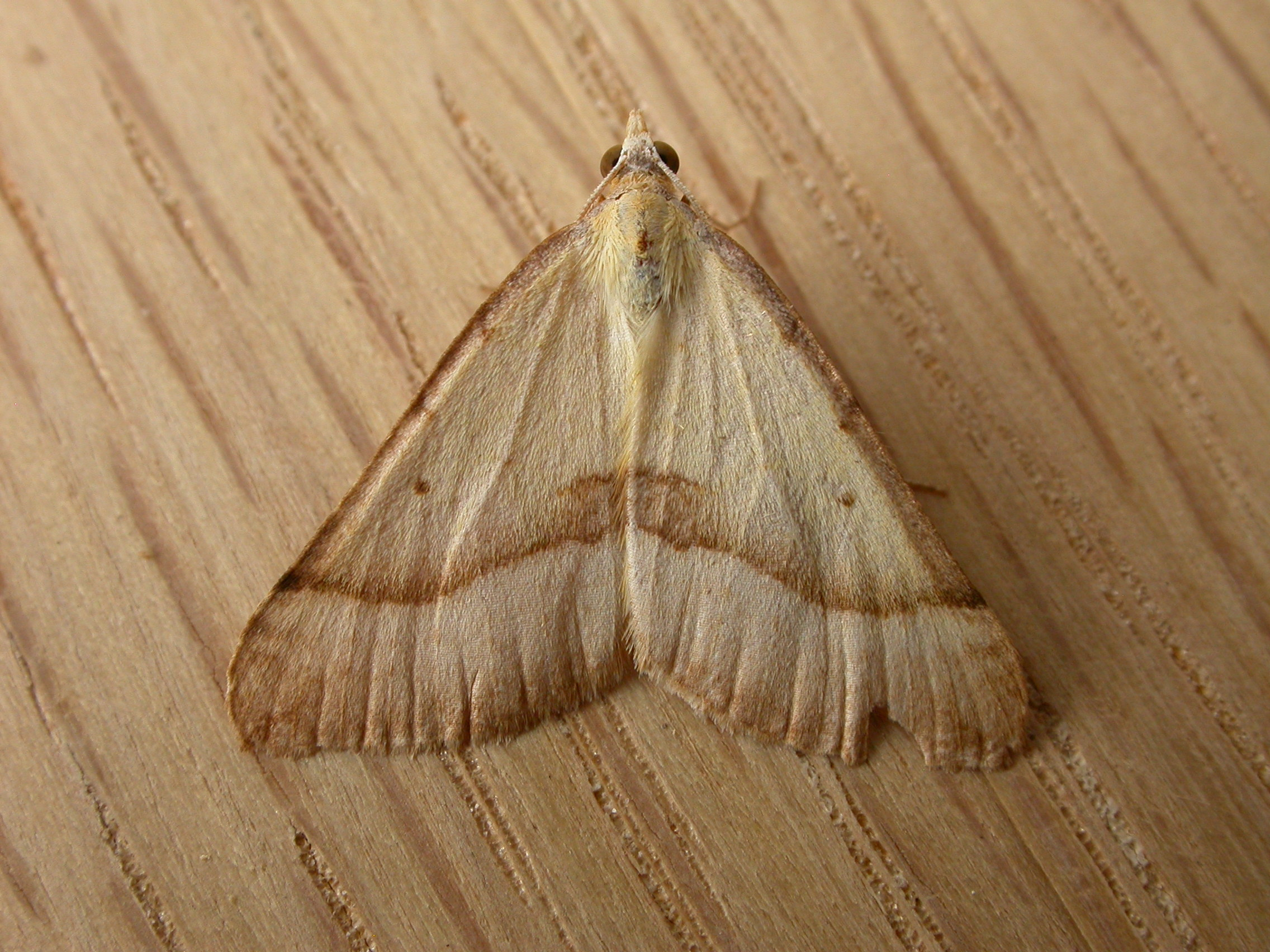
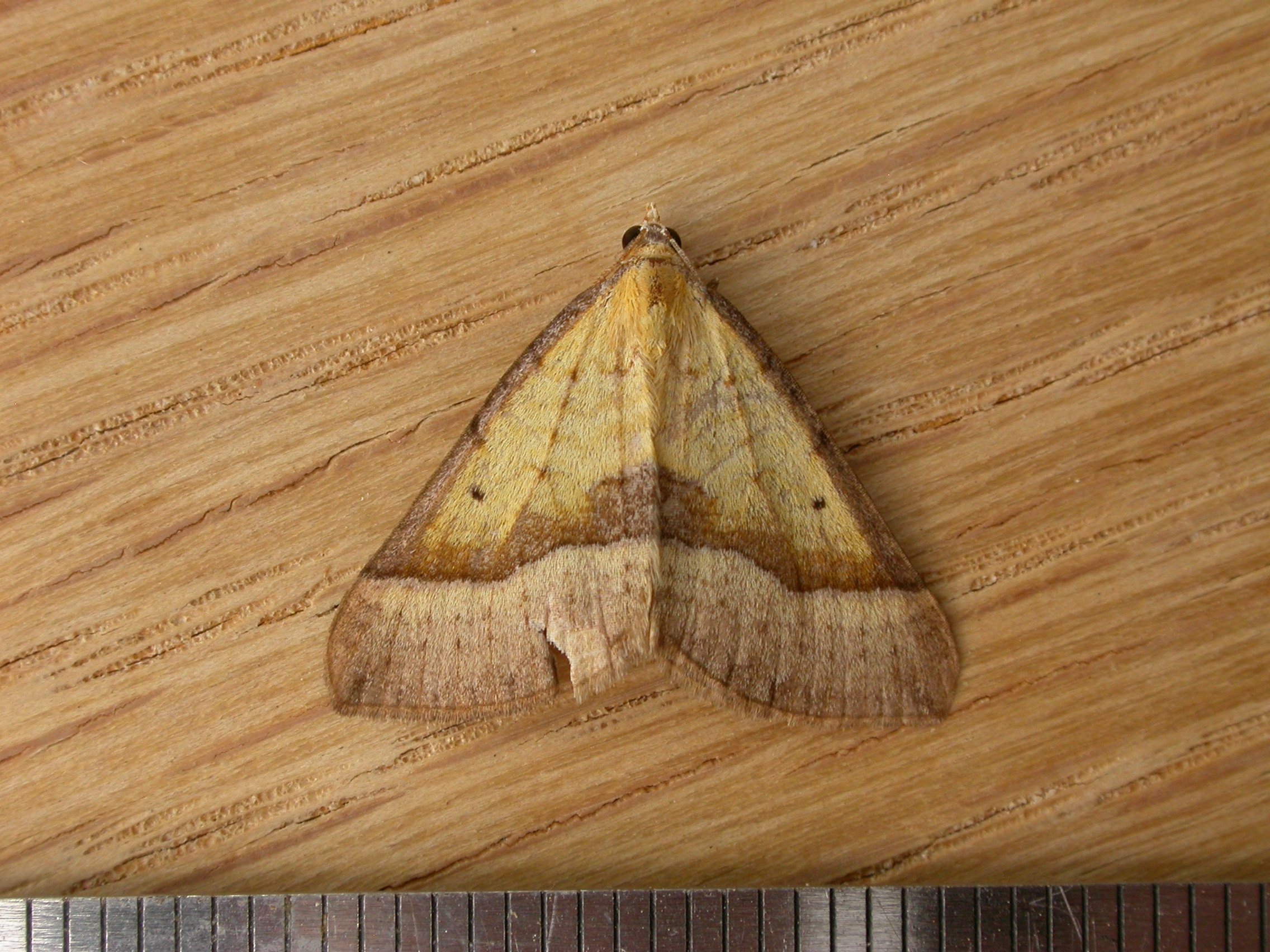